# سایمون بارون کوهن
سِر سایمون فیلیپ بارون-کوهن(انگلیسی: Sir Simon Philip Baron-Cohen؛ زادهٔ ۱۵ اوت ۱۹۵۸ در لندن) روان‌شناس بالینی بریتانیایی و استاد آسیب‌شناسی روانی رشدی در دانشگاه کمبریج است. او مدیر مرکز پژوهش اوتیسم دانشگاه و عضو کالج ترینیتی، کمبریج است.
در سال ۱۹۸۵، بارون-کوهن نظریه کوری ذهن را در مورد اختلال طیف اوتیسم مطرح کرد که شواهد آن را در سال ۱۹۹۵ منتشر کرد. در سال ۱۹۹۷، او نظریه مغز مردانه شدید را درباره اوتیسم و هورمون‌های جنسی پیش از تولد پیشنهاد داد که آزمون کلیدی آن در سال ۲۰۱۵ منتشر شد. در سال ۲۰۰۳، او نظریه همدلی-سیستم‌سازی را برای اوتیسم و تفاوت‌های جنسی معمول ارائه کرد که آزمون کلیدی آن در سال ۲۰۱۸ منتشر شد.
او همچنین در زمینه‌های مهمی از جمله شیوع و غربالگری اوتیسم، ژنتیک اوتیسم، تصویربرداری عصبی اوتیسم، آسیب‌پذیری اوتیسم، مداخله در اوتیسم و حس‌آمیزی پژوهش‌های برجسته‌ای انجام داده‌است. بارون-کوهن در سال ۲۰۲۱ به پاس خدماتش به افراد اوتیستیک عنوان شوالیه را دریافت کرد و همچنین در سال ۲۰۲۳، به مدال هزاره شورای پژوهش پزشکی بریتانیا (MRC) دست یافت.

## حرفه
بارون-کوهن استاد آسیب‌شناسی روانی رشدی در دانشگاه کمبریج در بریتانیا است. او مدیر مرکز تحقیقات اوتیسم در این دانشگاه و عضو کالج ترینیتی است.
او یکی از اعضای انجمن روانشناسی بریتانیا (BPS)، آکادمی بریتانیا، آکادمی علوم پزشکی و انجمن علوم روانشناختی است و همچنین روانشناس مجاز انجمن روانشناسی بریتانیا و محقق ارشد در مؤسسه ملی تحقیقات سلامت و مراقبت (NIHR) است و به عنوان معاون انجمن ملی اوتیسم (بریتانیا) خدمت می‌کند، و در سال 2012 رئیس مؤسسه ملی بهداشت و تعالی بالینی (NICE) گروه توسعه رهنمودها برای بزرگسالان مبتلا به اوتیسم بود.
او به عنوان معاون و رئیس انجمن بین‌المللی تحقیقات اوتیسم (INSAR) فعالیت کرده و یکی از بنیان‌گذاران و سردبیران مجله Molecular Autism بود.
او رئیس بخش روانشناسی آکادمی بریتانیا بود و همچنین یک روانشناس بالینی است که کلینیکی برای تشخیص دیرهنگام اوتیسم در بزرگسالان در بریتانیا ایجاد کرده است.
بارون-کوهن در سال 2017 سخنرانی اصلی خود را با موضوع اوتیسم و حقوق بشر در سازمان ملل متحد در روز جهانی آگاهی اوتیسم ارائه داد.
در سال 2024، او به دلیل دستاوردهایش در حوزه روانپزشکی به عضویت افتخاری انجمن سلطنتی پزشکی درآمد.

## تحقیقات

### نظریه کوری ذهن در اوتیسم
بارون-کوهن بیش از ۴۰ سال در زمینه تحقیق در مورد اوتیسم فعالیت کرده است، که از سال ۱۹۸۲ آغاز شده است. در سال ۱۹۸۵، هنگامی که او عضو واحد توسعه شناختی MRC در لندن بود، او و همکارانش اوتا فریت و آلن لسلی فرضیه "نظریه ذهن" (ToM) را مطرح کردند تا مشکلات اجتماعی-ارتباطی در اوتیسم را توضیح دهند. ToM (که همچنین به عنوان "همدلی شناختی" شناخته می‌شود) مکانیسم نیمه‌ذاتی مغز است که برای درک سریع رفتار اجتماعی از طریق نسبت دادن بی‌دردسر حالات ذهنی به دیگران به کار می‌رود، که این امر پیش‌بینی رفتار و مهارت‌های ارتباط اجتماعی را ممکن می‌سازد. آن‌ها این فرضیه را با استفاده از آزمون باور غلط تأیید کردند، که نشان داد یک کودک چهار ساله معمولی می‌تواند باور شخص دیگری که متفاوت از باور خود اوست را درک کند، در حالی که کودکان اوتیستیک به طور متوسط در این توانایی تأخیر دارند.
کتاب بارون-کوهن در سال ۱۹۹۵، کوری ذهن، آزمایش‌های بعدی او در زمینه ToM و نقص در ToM در اوتیسم را خلاصه کرد. او نشان داد که کودکان اوتیستیک به معنی ذهنی چشمان توجه ندارند و در ToM پیشرفته که با آزمون "خواندن ذهن از روی چشم‌ها" (یا "آزمون چشم‌ها") که او طراحی کرد، مشکلاتی دارند. او نخستین مطالعه تصویربرداری عصبی در مورد ToM در بزرگسالان معمولی و اوتیستیک را انجام داد و بیمارانی که آسیب مغزی اکتسابی داشتند را مورد مطالعه قرار داد و نشان داد که آسیب به قشر پیشانی اوربیتال و مدیال و آمیگدال می‌تواند ToM را مختل کند. او همچنین اولین شواهد عملکرد غیرعادی آمیگدال در اوتیسم را در طول ToM گزارش کرد. در سال ۲۰۱۷، تیم او ۸۰ هزار فرد ژنوتیپ‌شده را که آزمون چشم‌ها را انجام دادند، مورد مطالعه قرار داد. او متوجه شد که پلی‌مورفیسم تک نوکلئوتیدی (SNPs) تا حدی به تفاوت‌های فردی در این ویژگی ابعادی کمک می‌کند که افراد اوتیستیک در آن مشکلاتی دارند. این شواهدی بود که نشان داد همدلی شناختی/ToM تا حدی ارثی است. مؤسسات ملی بهداشت آزمون چشم‌های بارون-کوهن را به عنوان معیاری اصلی معرفی کرده‌اند که باید به عنوان بخشی از معیارهای دامنه پژوهشی (RDOC) برای ارزیابی شناخت اجتماعی استفاده شود.

### نظریه همدلی-سیستم‌سازی (E-S)
در سال ۱۹۹۷، بارون-کوهن نظریه همدلی-سیستم‌سازی (E-S) را توسعه داد. همدلی شامل همدلی شناختی (تصور اینکه فرد دیگری چه فکر یا احساس می‌کند) و همدلی عاطفی (پاسخ مناسب احساسی به آنچه که فردی دیگر فکر یا احساس می‌کند) است. سیستم‌سازی تمایل به تحلیل یا ساخت سیستم‌های مبتنی بر قوانین برای درک نحوه کارکرد چیزها است. یک سیستم به عنوان هر چیزی تعریف می‌شود که الگوها یا قوانین «اگر-آنگاه» را دنبال می‌کند.
نظریه E-S استدلال می‌کند که معمولاً زنان به طور متوسط نمره بالاتری در همدلی نسبت به سیستم‌سازی دارند (آن‌ها بیشتر احتمال دارد که مغزی از نوع E داشته باشند)، و معمولاً مردان به طور متوسط نمره بالاتری در سیستم‌سازی نسبت به همدلی دارند (آن‌ها بیشتر احتمال دارد که مغزی از نوع S یا نوع S شدید داشته باشند). افراد مبتلا به اوتیسم پیش‌بینی می‌شوند که به عنوان افراطی از مردان معمولی نمره دهند (آن‌ها بیشتر احتمال دارد که مغزی از نوع S یا نوع S شدید داشته باشند). این پیش‌بینی‌ها در یک مطالعه آنلاین در سال ۲۰۱۸ از ۶۰۰٬۰۰۰ فرد غیر اوتیستیک و ۳۶٬۰۰۰ فرد اوتیستیک تأیید شد. این مطالعه همچنین تأیید کرد که افراد مبتلا به اوتیسم به طور متوسط "هایپر-سیستم‌ساز" هستند.
با همکاری با شرکت ژنومیک شخصی 23andMe، تیم بارون-کوهن ۵۶٬۰۰۰ فرد ژنوتایپ شده را که آزمون مقیاس سیستم‌سازی را انجام داده بودند، مطالعه کرد. او و همکارانش دریافتند که واریانت‌های ژنتیکی رایج مرتبط با سیستم‌سازی با واریانت‌های ژنتیکی رایج مرتبط با اوتیسم همپوشانی دارند. او نتیجه‌گیری کرد که ژنتیک اوتیسم نه تنها شامل ژن‌های مرتبط با معلولیت است بلکه شامل ژن‌هایی است که با استعداد در شناسایی الگوها و درک نحوه کارکرد چیزها مرتبط هستند.

### نورواندوکرینولوژی پیش از تولد
تحقیقات بارون-کوهِن در نظریه E-S او را به این سو هدایت کرد که بررسی کند آیا سطوح بالاتر تستوسترون پیش از تولد می‌توانند نرخ بالاتر اوتیسم در مردان را توضیح دهند. نظریه هورمونی او در مورد اوتیسم پیش از تولد در سال ۲۰۰۹ حمایت اولیه‌ای دریافت کرد که نشان می‌دهد تستوسترون پیش از تولد با ویژگی‌های اوتیسمی در کودکی همبستگی مثبت دارد و در سال‌های ۲۰۱۵ و ۲۰۱۹، در یافته‌هایی که سطوح بالای آندروژن‌ها و استروژن‌ها در دوران بارداری را که به تشخیص اوتیسم منجر شد، پشتیبانی بیشتری پیدا کرد.
در کتاب ۲۰۰۴ خود «تستوسترون پیش از تولد در ذهن» (MIT Press)، بارون-کوهِن نظریه هورمونی اوتیسم پیش از تولد را مطرح کرد. او این نظریه را برای درک این که چرا اوتیسم در مردان شایع‌تر است، مطرح کرد. با استفاده از پروژه توسعه کودک کمبریج که در سال ۱۹۹۷ تأسیس کرد، یک مطالعه طولی که کودکان ۶۰۰ زن که در دوران بارداری تحت آمنیوسنتز قرار گرفته بودند را بررسی کرد و این کودکان را پس از تولد پیگیری کرد. این مطالعه برای اولین بار در انسان‌ها نشان داد که چگونه تنوع نرمال در سطوح تستوسترون پیش از تولد با تفاوت‌های فردی در توسعه مغز و رفتار پس از تولد همبستگی دارد. تیم او کشف کرد که در کودکان معمولی، میزان تماس چشمی، نرخ توسعه واژگان، کیفیت روابط اجتماعی، عملکرد نظریه ذهن و نمرات در مقیاس همدلی همگی با سطوح تستوسترون پیش از تولد همبستگی معکوس دارند. در مقابل، او دریافت که نمرات در آزمون اشکال جاسازی شده (توجه به جزئیات)، در مقیاس سیستماتیزه‌سازی (SQ)، اندازه‌گیری علایق خاص و تعداد ویژگی‌های اوتیسمی با سطوح تستوسترون پیش از تولد همبستگی مثبت دارند. در این مطالعه، تیم او نخستین مطالعات تصویربرداری عصبی انسانی از حجم‌های منطقه‌ای ماده خاکستری مغز و فعالیت‌های مغزی مرتبط با تستوسترون پیش از تولد را انجام داد. سایر سرنخ‌ها برای این نظریه از مطالعات هورمونی پس از تولد بارون-کوهِن به دست آمد که نشان داد بزرگسالان اوتیسمی آندروژن‌های در حال گردش بالاتری در سرم دارند و این که مغز اوتیسمی در زنان «مذکر» شده است، چه در حجم مغز ماده خاکستری و چه در ماده سفید مغز. یک مدل حیوانی مستقل توسط Xu et al. (۲۰۱۵، Physiology and Behavior، ۱۳۸، ۱۳–۲۰) نشان داد که تستوسترون بالای پیش از تولد در دوران بارداری منجر به کاهش علاقه اجتماعی در فرزندان می‌شود.
گروه بارون-کوهِن همچنین نرخ اوتیسم را در فرزندان مادران مبتلا به سندرم تخمدان پلی‌کیستیک (PCOS) بررسی کردند، که یک وضعیت پزشکی است که به علت تستوسترون بالای پیش از تولد ایجاد می‌شود. او دریافت که در زنان مبتلا به PCOS، احتمال داشتن فرزند مبتلا به اوتیسم به طور قابل توجهی افزایش می‌یابد. این یافته‌ها در سه کشور دیگر (سوئد، فنلاند و اسرائیل) تکرار شده است و با یافته‌ای که مادران کودکان اوتیسمی خود هورمون‌های استروئیدی جنسی بالاتری دارند، هماهنگ است. اما برای آزمایش واقعی این نظریه، بارون-کوهِن به یک نمونه بسیار بزرگ‌تر از پروژه توسعه کودک کمبریج نیاز داشت، زیرا اوتیسم تنها در ۱٪ از جمعیت اتفاق می‌افتد. بنابراین، در سال ۲۰۱۵، او همکاری با بانک زیستی دانمارکی را آغاز کرد که بیش از ۲۰ هزار نمونه مایع آمنیوتیک ذخیره کرده بود و آن‌ها را با تشخیص‌های بعدی اوتیسم از طریق ثبت‌نام روانپزشکی دانمارک پیوند داد. او سطوح آندروژن‌های پیش از تولد را آزمایش کرد و دریافت که کودکانی که بعداً به اوتیسم مبتلا شدند، در معرض سطوح بالای تستوسترون پیش از تولد و پیش‌سازهای هورمون‌های جنسی Δ۴ قرار داشتند. در سال ۲۰۱۹ او سطوح قرارگیری به استروژن‌های پیش از تولد این گروه را آزمایش کرد و دوباره دریافت که این سطوح در بارداری‌هایی که به اوتیسم منجر شدند، بالاتر بود. این مطالعات نوآورانه شواهدی از نقش هورمون‌های پیش از تولد و تعامل آن‌ها با تمایل ژنتیکی در علت اوتیسم ارائه می‌دهند.

### مشارکت‌های دیگر
در سال ۲۰۰۶، بارون-کوهِن نظریهٔ همسان‌سازی جفت‌گیری را مطرح کرد که بیان می‌کند اگر افرادی با نوع مغز سیستم‌ساز یا «نوع S» فرزند دار شوند، احتمال ابتلای فرزند به اوتیسم بیشتر خواهد بود. یکی از شواهد این نظریه از مطالعه جمعیتی او در شهر آیندهوون به دست آمد، جایی که نرخ اوتیسم در این شهر که یک مرکز فناوری اطلاعات است، دو برابر دیگر شهرهای هلند است. علاوه بر این، او متوجه شد که هم مادران و هم پدران کودکان اوتیسمی در آزمون‌های توجه به جزئیات نمرات بالاتر از متوسط دارند، که پیش‌نیاز سیستم‌سازی قوی است.
در سال ۲۰۰۱، او مقیاس طیف اوتیسم (AQ) را توسعه داد، مجموعه‌ای از پنجاه سوال که میزان ویژگی‌های اوتیسمی یک فرد را اندازه‌گیری می‌کند. این یکی از اولین مقیاس‌ها بود که نشان داد ویژگی‌های اوتیسمی در میان جمعیت عمومی وجود دارند و افراد اوتیسمی به طور متوسط نمرات بالاتری از افراد غیر اوتیسمی دارند. بارون-کوهِن به این موضوع پاسخ داد که هیچ سوالی در AQ دربارهٔ علاقه به ریاضیات وجود ندارد، و اینکه یافتهٔ ارتباط AQ با استعدادهای علمی و ریاضی در مطالعات متعدد یافت شده است، که این ممکن است به مکانیسم مشترک‌هایی مانند سیستم‌سازی قوی اشاره داشته باشد. AQ پس از آن در صدها مطالعه استفاده شد که شامل مطالعه‌ای بر روی نیم میلیون نفر بود و تفاوت‌های جنسیتی و نمرات بالاتر در کسانی که در STEM کار می‌کنند، را نشان داد. مطالعات متعدد همچنین نشان داده‌اند که متغیرهای روان‌شناختی و بیولوژیکی با تعداد ویژگی‌های اوتیسمی فرد مرتبط هستند.
بارون-کوهِن همچنین Mindreading را برای استفاده در آموزش ویژه توسعه داد. تیم او همچنین The Transporters را توسعه داد، یک سری انیمیشن برای آموزش شناسایی احساسات به کودکان اوتیسمی در سن پیش‌دبستانی، و اولین آزمایش بالینی درمان با لگو را در انگلستان انجام داد که نشان داد کودکان اوتیسمی در مهارت‌های اجتماعی پس از این درمان بهبود می‌یابند.
او همچنین به تحقیق کاربردی در زمینه اوتیسم پرداخته و دریافت که افراد اوتیسمی از نظر قضائی دچار مشکل هستند، و نرخ بالاتری از خودکشی، اختلالات سلامت جسمی و اختلالات روانی را دارند.

## مقبولیت
سپیتروم نیوز کار بارون-کوهن در زمینه نظریه ذهن را به عنوان "یک مطالعه مهم" توصیف کرده است.
کتاب بارون-کوهن، تفاوت اساسی توسط گاردین به عنوان "جذاب و الهام‌بخش" توصیف شده در حالی که کتاب دیگر او، جویندگان الگو به عنوان انتخاب سردبیر توسط نیویورک تایمز انتخاب شده است. یک نقد کتاب منتشر شده در پدیدارشناسی و علوم شناختی تفاوت اساسی را به عنوان "بسیار ناامیدکننده" توصیف کرده است. طبق گزارش مجله Time، نظرات او در مورد ویژگی‌های سیستم‌سازی "خشم برخی از والدین کودکان اوتیستیک را برانگیخته است که شکایت دارند که او درد و رنج خانواده‌هایشان را دست کم گرفته است". بارون-کوهن در یک مقاله تحلیلی در Scientific American پاسخ داده و چالش‌های خانواده‌ها را تایید کرده است. او همچنین اظهار کرده که حجم عظیم شواهد علمی که از پیش‌بینی‌های نظریه ذهن‌بری و E-S پشتیبانی می‌کند، نمی‌تواند نادیده گرفته شود.
بارون-کوهن و کتاب او علم شرارت توسط نیویورک تایمز به عنوان "یک روانشناس برنده جایزه" توصیف شده است که "یک فرضیه ساده اما قانع‌کننده برای راهی جدید در تفکر درباره شر را کشف کرده است".
نظریه همدلی-سیستم‌سازی بارون-کوهن در Science منتشر شد و بیان می‌کند که انسان‌ها می‌توانند بر اساس نمرات خود در دو بعد (همدلی و سیستم‌سازی) طبقه‌بندی شوند؛ و زنان معمولاً در بعد همدلی نمرات بالاتری دارند و مردان معمولاً در بعد سیستم‌سازی نمرات بالاتری دارند. دانشمندان فمینیست، از جمله کوردلیا فاین، عصب‌شناس جینا ریپون و لیز ایلیوت نظریه مغز مردانه افراطی او در مورد اوتیسم را مورد سوال قرار داده‌اند. بارون-کوهن از مطالعه تفاوت‌های جنسی در برابر اتهامات نرو سکسیسم دفاع کرده و توضیح داده که تفاوت‌های جنسیتی فقط به تفاوت‌های میانگین بین گروه‌های مردان و زنان تعلق دارند و تأکید کرده که پیش‌داوری درباره یک فرد بر اساس جنسیت آن فرد نادرست و غیرقابل قبول است چرا که ذهن یک فرد ممکن است با جنسیت آن همخوانی نداشته باشد. مجموعه داده‌های متعدد اکنون نظریه‌های E-S و مغز مردانه افراطی را تأیید کرده‌اند.
مجله Time همچنین نظریه جفت‌گیری همسانی که توسط بارون-کوهن مطرح شده است را مورد انتقاد قرار داده و ادعا کرده که این نظریه بیشتر جنبه فرضی دارد و بر شواهد آنی استوار است. این نظریه ادعا می‌کند که نرخ‌های اوتیسم در حال افزایش است زیرا "سیستم‌سازها"، افرادی با ویژگی‌های بیشتر اوتیستی، احتمال بیشتری دارند که یکدیگر را انتخاب کنند و به دلیل تغییرات اجتماعی نسبتاً اخیر، احتمال بیشتری دارند که فرزندان اوتیستی داشته باشند. جیمز مک‌گراث نظریه ضریب اوتیسم را نقد کرده و نوشته است که نمره این مقیاس با اعلام علاقه به ریاضیات افزایش می‌یابد و با اعلام علاقه به ادبیات یا هنر کاهش می‌یابد و ادعا می‌کند که این امر به تصور غلطی منجر می‌شود که بیشتر افراد اوتیستی در ریاضیات قوی هستند.
منتقدان همچنین استدلال می‌کنند که تمرکز بارون-کوهن بر افرادی با اوتیسم بدون ناتوانی‌های فکری یا یادگیری محدود می‌کند که یافته‌های او چقدر می‌تواند به طور کلی تعمیم داده شود. بارون-کوهن اذعان کرده است که مقدار زیادی از تحقیقات اوتیسم در سطح جهانی با افراد اوتیستی بدون ناتوانی‌های یادگیری (فکری) انجام می‌شود و خواستار تحقیقات بیشتر با افراد اوتیستی دارای ناتوانی‌های یادگیری شده است تا اطمینان حاصل شود که تحقیقات اوتیسم به نفع همه جامعه اوتیسم است. اما او این انتقاد را با این اشاره که حتی در میان افرادی که ناتوانی یادگیری دارند، سیستم‌سازی قوی مشاهده می‌شود، به چالش کشیده است.
فرضیه کوری ذهنی از سوی برخی افراد در جامعه اوتیسم مورد انتقاد قرار گرفته است که استدلال کرده‌اند که افراد غیر اوتیسمی به اندازه افراد اوتیسمی نسبت به حالات ذهنی یکدیگر نابینایند. این به عنوان مشکل «دوگانگی همدلی» شناخته می‌شود. همچنین نقدهایی به مفهوم تئوری ذهن بارون-کوهِن وارد شده است که این ایده را مطرح می‌کند که افراد اوتیسمی به طور کامل انسان نیستند. در مورد اولین انتقاد، بارون-کوهِن موافقت کرده است که مشکل «دوگانگی همدلی» یک دستاورد مهم در این حوزه است. در مورد انتقاد دوم، بارون-کوهِن پاسخ داده است که افراد اوتیسمی کاملاً انسان هستند و تئوری ذهن صرفاً در قالب یک نمودار وجود دارد که تفاوت‌های فردی را نشان می‌دهد.

## اوایل زندگی و تحصیلات
بارون-کوهن دومین فرزند جودیت و هایمن ویوین بارون-کوهن، خانواده‌ای یهودی از طبقه متوسط ساکن لندن بود.
او مدرک کارشناسی خود را در علوم انسانی از کالج نیو، آکسفورد دریافت کرد و کارشناسی ارشد خود را در روان‌شناسی بالینی از مؤسسه روان‌پزشکی، کینگ کالج لندن به پایان رساند و دکترای روان‌شناسی خود را از کالج دانشگاهی لندن دریافت کرد. پژوهش دکترای او با همکاری استاد راهنمایش اوتا فریت انجام شد.

## زندگی شخصی
در سال ۱۹۸۷، سایمون بارون-کوهن با بریجیت لیندلی ازدواج کرد. آن‌ها سه فرزند داشتند.
او یک برادر بزرگتر به نام دن بارون-کوهن و سه خواهر و برادر کوچکتر دارد، برادرش اشلی لوئیس و خواهرانش سوزی و لیز. پسرخاله‌های او شامل بازیگر و کمدین ساشا بارون-کوهن و آهنگساز اران بارون-کوهن هستند.